# 罗格乌迪
罗格乌迪（義大利語：Roghudi），是意大利雷焦卡拉布里亚省的一个市镇。总面积36平方公里，人口1227人，人口密度34.1人/平方公里（2009年）。ISTAT代码为080068。